# Puderstol

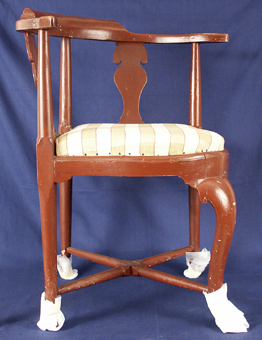
Puderstol från 1700-talets förra hälft.

Puderstol, även kallad hörnstol, är en sittmöbel (stol) konstruerad så att en person bekvämt sittande ska kunna få peruken och ansiktet pudrade. Stolen har ett rundat ryggstöd som, om sitsen är fyrkantig, utgår från två sammanhängande sidor av sitsen. Ett hörn av sitsen sticker då fram mellan den sittandes ben. Såväl sits som ryggstöd brukar vara madrasserade. De flesta bevarade är från 1700-talet. Puderstolar är åtråvärda antikvitetsmöbler.